# Arheološki lokalitet kaštel Sutinsko
Arheološki lokalitet kaštel Sutinsko je nalazište na lokaciji Veliki Komor, općina Mače zaštićeno kulturno dobro.

## Opis dobra
Arheološko nalazište kaštel Sutinsko nalazi se na močvarnim livadama zapadno od potoka Sutinščice u naselju Veliki Komor, općina Mače, u središnjem dijelu Zagorja. Smješten je na važnom strateškom položaju južno od sutjeske Sutinsko. Lokalitet se sastoji od umjetnog zemljanog uzvišenja s vidljivim ostatcima temelja zidova četverougaone kule i obrambenim vodenim opkopom. Riječ je o tipičnom utvrđenju tipa nizinskog kaštela koji se na temelju pisanih isprava i materijalnih ostataka arhitekture datira u vrijeme 16. i 17. stoljeća. Lokalitet je 1910. godine istraživao Vjekoslav Noršić, a u stručnoj literaturi ga spominju Gj. Szabo i E. Laszowski.

## Zaštita
Pod oznakom P-5300 zavedena je kao zaštićeno kulturno dobro - pojedinačno, pravna statusa zaštićena kulturnog dobra, klasificirano kao "arheološka kulturna baština".